# Битва за Дніпро
Би́тва за Дніпро́ — військова кампанія СРСР проти країн Осі у серпні-грудні 1943 року в ході Другої світової війни на річці Дніпро. У боях було задіяно близько чотирьох мільйонів людей з обох сторін. Лінія фронту становила приблизно 1400 км. Битва була однією з наймасштабніших і найкривавіших воєнних операцій світової історії. Оцінки кількості загиблих різняться між 1,7 та 2,7 млн.
За чотиримісячну кампанію Червоної армії проти Вермахту вся Лівобережна Україна була відвойована у німецьких сил, радянські війська захопили декілька плацдармів на правому березі Дніпра та повернули собі Київ.
Поразка Вермахту була повною, бо попри те, що він ще контролював більшу частину правобережної території, обидві сторони розуміли, що подальше просування військ РСЧА лише справа часу. Радянські війська подолали Дніпро, найважчий природний рубіж оборони, а німецькій стороні бракувало сил ліквідувати відвойовані радянські плацдарми на правобережжі. Після перемоги Радянського Союзу у цій битві, поразка Німеччини у другій світовій здавалась неминучою, що значно посилило позиції Сталіна у переговорах із союзниками на Тегеранській конференції, яка збіглася із закінченням битви.

## Передумови
Після поразки в Курській битві, німецькі війська залишили будь-яку надію перехоплення ініціативи. Німецькі втрати були значні, досвідчені кадри було загублено. Тому, попри ще значні сили, Вермахт міг вже тільки реагувати на радянські дії.
Гітлер розумів, що його війська не зможуть стримувати радянський наступ, принаймні якщо союзники утримаються від значних суперечок. З метою виграшу часу він дав наказ про будівництво міцної лінії фортифікації для вповільнення наступу Червоної армії приділяючи особливу увагу природним рубежам, з яких найважливішими були великі річки. Особливого значення німецьке командування надавало лінії захисту на р. Дніпро, яку воно вважало основою так званого «східного валу». Гітлер вимагав утримання позицій на Дніпрі будь-якою ціною.
З радянської сторони, Сталін вимагав подальшого відвойовування окупованих територій із самого початку року. Українські промислові регіони вважались найважливішими завдяки великому населенню та запасам вугілля та металевих руд, що надавали важливих ресурсів для радянської держави. Тому основна лінія атаки була зосереджена на південному напрямку фронту.

## Битва
У середині серпня 1943 року Ставка Верховного Головнокомандування дала наказ військам Центрального, Воронезького, Степового, Південно-Західного та Південного фронтів розгромити німецькі війська на Лівобережній Україні і на Донбасі, навальним наступом вийти до Дніпра, з ходу захопити плацдарми на його західному березі, створити умови для розгортання дальших операцій з метою відвоювання Білорусі та Правобережної України у німецьких армій.
З 26 по 29 серпня в Чернігівсько-Прип'ятській операції війська Центрального фронту зламали німецьку оборону в районі міста Севська, форсували річку Десну на широкому фронті і, переслідуючи противника, наприкінці вересня вийшли до рр. Сожу і Дніпра і захопили плацдарми на півночі і на півдні від гирла річки Прип'яті. Війська Західного фронту 25 вересня визволили Смоленськ, а війська Брянського фронту 30 вересня вийшли до рр. Проні і Сожу на фронті Пєтуховка — Вітка. З 25 серпня до 29 вересня війська Воронезького і Степового фронтів, розгромивши ворога на Лівобережній Україні, з ходу форсували Дніпро, захопили плацдарми в районах Великого Букрина, Дереївки, Домоткані і ліквідували плацдарми ворога в районах Дарниці (на схід від Києва) і Кременчука. Війська Південно-Західного фронту, завершивши разом з Південним фронтом вигнання нацистських окупантів з Донбасу, в період з 22 по 27 вересня своїм правим крилом вийшли до Дніпра між Дніпропетровськом і Запоріжжям і захопили плацдарми на півночі від Запоріжжя. Війська Південного фронту 22 вересня вийшли на річку Молочну. На цьому завершився 1-й етап битви за Дніпро. Радянські війська вийшли до Дніпра на фронті 700 км від гирла річки Сожу до Запоріжжя і захопили на його правому березі понад 20 плацдармів.
На 2-му етапі Битви за Дніпро війська РСЧА розгорнули рішучі бої за розширення плацдармів і прорив оборони ворога на правому березі Дніпра. В середині жовтня війська 3-го Українського (колишнього Південно-Західного) фронту (командувач — генерал армії Р. Я. Малиновський) захопили місто Запоріжжя.
25 жовтня війська 4-го Українського (колишнього Південного) фронту (командувач — генерал армії Ф. І. Толбухін) прорвали оборону ворога на річці Молочній і до початку листопада вийшли до Дніпра в його нижній течії, ізолювавши кримське угруповання ворога. Але в районі Лепетихи — Нікополя гітлерівцям вдалося утримати на лівому березі значний плацдарм.
В жовтні війська 1-го Українського (колишнього Воронезького) фронту (командувач — генерал армії М. Ватутін) вели бої за розширення букринського плацдарму і створили плацдарм в районі Лютежа на півночі від Києва; війська 2-го Українського (колишнього Степового) фронту (командувач — генерал армії І. С. Конєв) захопили великий плацдарм на Криворізькому напрямі.
1 — 3 листопада почалась Київська наступальна операція. Війська 1-го Українського фронту раптовим ударом з Лютізького плацдарму зламали оборону ворога і після запеклих боїв 6 листопада захопили столицю УРСР — Київ. До 15 листопада плацдарм в районі Києва був розширений до 400 км по фронту і до 150 км углиб.
10 листопада почалась Рєчицько-Гомельська операція 1-го Білоруського (колишнього Центрального) фронту (командувач — генерал армії К. К. Рокоссовський), в ході якої захопили міста Річиця і Гомель.
Війська 2-го Укр. фронту в листопаді і грудні продовжували бойові дії за розширення плацдармів на південому заході від Кременчука і 14 грудня захопили місто Черкаси. Битва за Дніпро завершилась Житомирсько-Бердичівською операцією 1-го Українського фронту, який до кінця грудня захопив Житомир і вів бої за Бердичів та Білу Церкву.

## Наслідки
В Битві за Дніпро була успішно здійснена взаємодія регулярних військ з червоними партизанами, що діяли на території України та Білорусі. Внаслідок Битви за Дніпро радянські сили відвоювали значну частину України у німців, ліквідували оборону ворога на великій ділянці вздовж Дніпра, форсували його і захопили стратегічні плацдарми на правому березі, роз'єднали болотистим Поліссям німецькі групи армії «Центр» і «Південь». За приблизними підрахунками, загальні втрати обох сторін у битві за Дніпро, як і в Сталінградській битві, сягають двох мільйонів чоловік (понад 1,600,000 загиблих, поранених і полонених з радянського боку; не менше 400,000 — з боку противника). Втрати румунських військ невідомі, але скоріш за все також були значними. Такі величезні втрати пов'язані з тривалістю і розмахом воєнних дій, а також добре підготовленою обороною противника.
Вермахт втратив понад 60 дивізій. За офіційними даними за звільнення всієї Наддніпрянщини від Чорнобиля до Херсона та столиці Української РСР м. Києва віддали свої життя 417 тисяч солдатів та офіцерів Червоної армії. Доктор історичних наук, професор Віктор Король вважає, що цифра ця надто занижена і називає іншу — близько мільйона загиблих, переважну більшість з яких складали українці.
Понад 2 тисяч учасників Битви за Дніпро присвоєно звання Героя Радянського Союзу, серед них Боєнко Дмитро Петрович, Самбуров Іван Михайлович, Шелест Денис Андрійович; десятки тисяч були нагороджені орденами та медалями СРСР.
Попри прорахунки і помилки радянського керівництва (радянським військам не вдалося оточити противника і уникнути важких людських втрат), в результаті чотиримісячної операції від німецьких загарбників майже повністю була звільнена Лівобережна Україна. Червона армія за короткі терміни на широкому фронті форсувала одну з найбільших річок Європи і завдала вермахту серйозної поразки, змусивши німців відступити по всьому фронту. Визволення Києва мало велике політичне та моральне значення. Попри те, що більша частина території Правобережної України залишалася під контролем вермахту, стало зрозуміло, що повне звільнення України і вихід Червоної армії до кордонів Румунії, Угорщини, Словаччини та Польщі — це лише питання часу.
Так, після перемоги в битві за Дніпро Червона армія продовжувала визволяти території Радянського Союзу, і до завершення війни проводила наступальні операції, в той час як німецькі війська вимушені були оборонятися.